# Habib Beye
Habib Beye, (ur. 19 października 1977 w Suresnes we Francji) – senegalski piłkarz występujący najczęściej na pozycji prawego obrońcy. 
Wychowanek Paris Saint-Germain, w którym jednak ani razu nie zagrał w pierwszym zespole. W latach 1998–2003 zawodnik RC Strasbourg w barwach którego wystąpił 134 razy i strzelił 8 bramek. Jako gracz tego klubu w 2001 roku zdobył Puchar Francji. Od lata 2003 do sierpnia 2007 był kapitanem Olympique Marsylia z którym w 2004 roku grał w finale Pucharu UEFA. Latem 2007 za 2 miliony funtów przeszedł do Newcastle United. Od sierpnia 2009 roku gra w Aston Villi. W nowym klubie zadebiutował 15 sierpnia w ligowym meczu z Wigan Athletic.
Razem z reprezentacją Senegalu w 2002 roku Beye wystąpił na Mistrzostwach Świata w Korei i Japonii, na których dotarł z drużyną do ćwierćfinału.